# Proprioseiopsis keralensis
Proprioseiopsis keralensis är en spindeldjursart som först beskrevs av Chinniah och Mohanasundaram 200.  Proprioseiopsis keralensis ingår i släktet Proprioseiopsis och familjen Phytoseiidae. Inga underarter finns listade i Catalogue of Life.